# Port lotniczy Grosseto
Port lotniczy Grosseto (IATA: GRS, ICAO: LIRS) – port lotniczy położony pięć kilometrów na zachód od Grosseto, w regionie Toskania, we Włoszech.

## Historia
Budowa drogi startowej zaczęła się podczas pierwszej wojny światowej, w celu testowania samolotów. W 1926 roku lotnisko przeszło proces rozbudowy i modernizacji.
26 kwietnia 1943 roku port lotniczy został zbombardowany przez aliantów, następnego roku przeprowadzono prace, aby przywrócić funkcjonalność lotniska.
11 grudnia 2003 roku na pasie startowym odbył się wyścig pomiędzy bolidem Ferrari F2003-GA a myśliwcem wielozadaniowym Eurofighter Typhoon. Na dystansie 600 metrów zwyciężył Michael Schumacher, natomiast na dystansie 900 metrów i 1200 metrów wygrał pilot myśliwca.

## Linie lotnicze i połączenia
Port lotniczy obsługuje wyłącznie loty czarterowe i loty air taxi.
W 2018 roku z usług portu lotniczego skorzystało 10558 pasażerów, odbyły się 1820 operacji, nie odnotowano ruchu cargo.

## Dane techniczne
Port lotniczy ma dwie drogi startowe: pierwszą w kierunku 03/21, o długości 2994 metrów i szerokości 45 metrów, oraz drugą w kierunku 03R/21L, o długości 2356 metrów i szerokości 24 metrów.
Port lotniczy znajduje się na wysokości 5 metrów nad poziomem morza, ma radiowy system nawigacyjny ILS tylko na drodze startowej w kierunku 03/21.